# Alexander Schnabel
Alexander Maria Schnabel (Riga, llavors Imperi Rus, actual Letònia, 17 de desembre de 1889 † 17 de juny de 1969, Hamburg, Alemanya) fou un compositor germanobàltic.
Feu els estudis musicals a Viena.

## Obres
Moltes obres publicades i manuscrits es van perdre quan els Arxius Breitkopf de Leipzig van ser destruïts el 1943. Aquesta catàstrofe personal va trencar el seu delit creatiu.
- Dues Sonates per a piano.
- Una Sonata per a piano i violoncel.
- Una Sonata per a piano i violi.
- Un Trio.
- Gorm Grimme, melodrama.
- Divers lieder.
- Una Simfonia per a 12 instruments.
- Una Suite, per a gran orquestra.
- Babylonische Tragödie